# Alexei Grigorievich Kvasov
Alexei Grigorievich Kvasov, en ruso: Алексей Григорьевич Квасов, nació en Chisináu (Moldavia), el 10 de abril de 1956 y es embajador ruso.
Desde el 13 de agosto de 1992 hasta el 5 de junio de 1996 fue Embajador Extraordinario y Plenipotenciario de Rusia en Chile.